# 水火箭
水火箭是以水的壓力作為推動力來推動前進的一種模型火箭。用橡皮塞緊的瓶子，形成一個密閉的空間．把氣體打入密閉的容器內，使得容器內空氣的氣壓增大，當超過橡皮塞與瓶口接合的最大程度時，瓶口與橡皮塞自由脫離，箭內水向後噴出，獲得反作用力射出．水火箭和火箭最大的不同，在於其推進的媒介由高溫空氣變成水而已。在發射水火箭前會灌入空氣達一定壓力，由於高壓會自然向低壓流去，
在噴嘴被打開時，空氣自然向噴嘴流去，但由於水擋在前方，故水會被空氣推出火箭，而火箭也藉此獲得向前的速度。

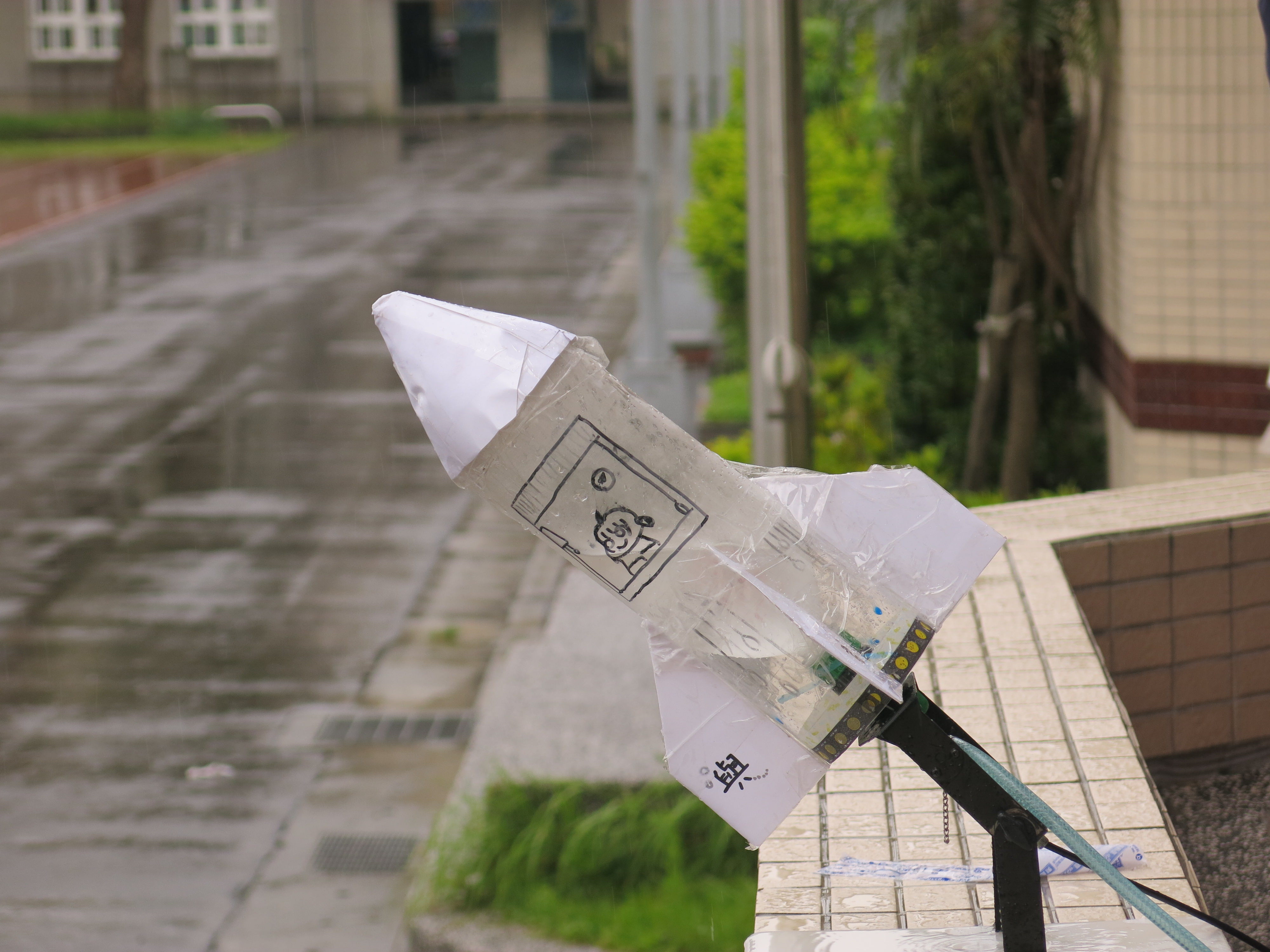
一枚水火箭及其發射架

而水火箭是以力學能推進。
利用牛頓運動第三定律
作用力與反作用定律

## 製作次序
次序：
1. 把瓶子剪成三等份
2. 在三等份中，只使用瓶口和中段部分。
3. 將瓶口接在第二隻瓶子的瓶底。
4. 把中段部分接到第二個瓶子的瓶口。
5. 使用膠帶把接口黏緊。
6. 用針插穿實心的橡皮塞。
7. 將橡皮塞塞進火箭底部噴射水源的地方。
8. 架設一個斜板。

注意在發射水火箭前，需要先使用泵，把它的內部充滿空氣，當水火箭內的壓力大於大氣壓力之後，水才會向外噴射。
如有發射器，不需塞入橡皮塞。

### 額外
增加尾翼可以改變空氣動力中心，使飛行更穩定；增加鼻錐則能夠減少空氣阻力，令水火箭的速度更快。